# Discepole del Sacro Cuore
Le Discepole del Sacro Cuore sono un istituto religioso femminile di diritto pontificio.

## Storia
La congregazione fu fondata ad Acaya l'11 aprile 1929 da Santina De Pascali (1897-1981), già suora compassionista.
L'istituto fu eretto in congregazione di diritto diocesano da Francesco Minerva, vescovo di Lecce, il 25 dicembre 1967.
Le Discepole del Sacro Cuore ricevette il pontificio decreto di lode il 1º luglio 1973.

## Attività e diffusione
Le suore si dedicano alla cura e all'educazione dell'infanzia e della gioventù in asili e pensionati universitari, all'assistenza agli anziani in case di riposo e ad altre opere sociali.
Oltre che in Italia (Basilicata, Calabria, Lazio, Lombardia, Puglia), sono presenti in Madagascar e in Canada; la sede generalizia è in via Monteroni a Lecce.
Alla fine del 2008 la congregazione contava 126 religiose in 15 case.